# Буч (Польща)
Буч (пол. Bucz) — село в Польщі, у гміні Пшемент Вольштинського повіту Великопольського воєводства.
Населення — 1044 особи (2011).
У 1975-1998 роках село належало до Лешненського воєводства.

## Демографія
Демографічна структура станом на 31 березня 2011 року:
|          | Загалом | Допрацездатний вік | Працездатний вік | Постпрацездатний вік |
| -------- | ------- | ------------------ | ---------------- | -------------------- |
| Чоловіки | 520     | 124                | 364              | 32                   |
| Жінки    | 524     | 114                | 342              | 68                   |
| Разом    | 1044    | 238                | 706              | 100                  |